# Filtre de guia d'ona

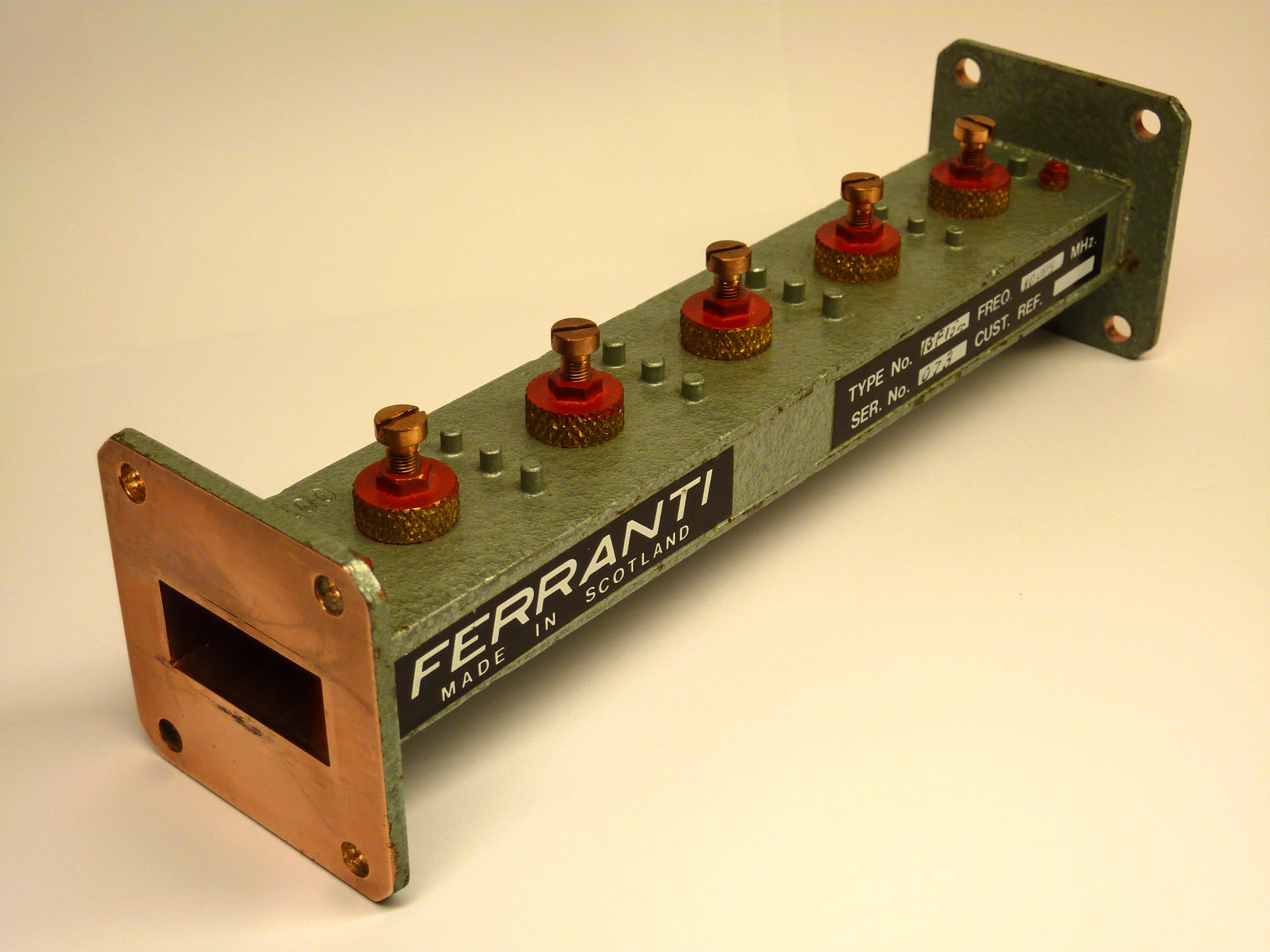
Figura 1. Filtre de post de guia d'ones: un filtre de pas de banda que consta d'una longitud de WG15 (una mida estàndard de guia d'ones per a l'ús de la banda X) dividit en una fila de cinc cavitats ressonants acoblades per tanques de tres pals cadascuna. Els extrems dels pals es veuen sobresortint per la paret de la guia.

Un filtre de guia d'ona és un filtre electrònic construït amb tecnologia de guia d'ona. Les guies d'ones són conductes metàl·liques buits dins dels quals es pot transmetre una ona electromagnètica. Els filtres són dispositius que s'utilitzen per permetre el pas de senyals d'algunes freqüències (la banda de pas), mentre que altres són rebutjats (la banda de parada). Els filtres són un component bàsic dels dissenys d'enginyeria electrònica i tenen nombroses aplicacions. Aquests inclouen la selecció de senyals i la limitació del soroll. Els filtres de guia d'ones són més útils a la banda de freqüències de microones, on tenen una mida convenient i tenen una pèrdua baixa. Es troben exemples d'ús de filtres de microones en comunicacions per satèl·lit, xarxes telefòniques i emissions de televisió.
Els filtres de guia d'ones es van desenvolupar durant la Segona Guerra Mundial per satisfer les necessitats de radar i contramesures electròniques, però després aviat es van trobar aplicacions civils com l'ús en enllaços de microones. Gran part del desenvolupament de la postguerra es va preocupar de reduir el volum i el pes d'aquests filtres, primer mitjançant l'ús de noves tècniques d'anàlisi que van conduir a l'eliminació de components innecessaris, després per innovacions com cavitats de mode dual i materials nous com els ressonadors ceràmics.
Una característica particular del disseny del filtre de guia d'ona fa referència al mode de transmissió. Els sistemes basats en parells de cables conductors i tecnologies similars només tenen un mode de transmissió. En els sistemes de guies d'ona, són possibles qualsevol nombre de modes. Això pot ser alhora un desavantatge, ja que els modes espuris sovint causen problemes, i un avantatge, ja que un disseny de mode dual pot ser molt més petit que el disseny de mode únic de guia d'ona equivalent. Els principals avantatges dels filtres de guia d'ona respecte d'altres tecnologies són la seva capacitat de gestionar una gran potència i la seva baixa pèrdua. Els principals desavantatges són el seu volum i el seu cost en comparació amb tecnologies com ara els filtres microstrip.
Hi ha una àmplia gamma de diferents tipus de filtres de guia d'ones. Molts d'ells consisteixen en una cadena de ressonadors acoblats d'algun tipus que es poden modelar com una xarxa d'escala de circuits LC. Un dels tipus més comuns consisteix en una sèrie de cavitats ressonants acoblades. Fins i tot dins d'aquest tipus, hi ha molts subtipus, la majoria diferenciats pels mitjans d'acoblament. Altres tipus de filtres de guia d'ona inclouen filtres de ressonadors dielèctrics, filtres d'inserció, filtres de línia aleta, filtres de guia d'ones ondulades i filtres de tall. Una sèrie de components de guies d'ona tenen la teoria del filtre aplicada al seu disseny, però el seu propòsit és una altra cosa que filtrar senyals. Aquests dispositius inclouen components d'adaptació d'impedància, acobladors direccionals i diplexors. Aquests dispositius solen adoptar la forma d'un filtre, almenys en part.

Figura 2. Els patrons de camp d'alguns modes de guia d'ones comuns.

## Modes
Una de les diferències més importants en el funcionament dels filtres de guia d'ona en comparació amb els dissenys de línies de transmissió es refereix al mode de transmissió de l'ona electromagnètica que transporta el senyal. En una línia de transmissió, l'ona s'associa a corrents elèctrics en un parell de conductors. Els conductors restringeixen els corrents perquè siguin paral·lels a la línia i, en conseqüència, tant els components magnètics com elèctrics del camp electromagnètic són perpendiculars a la direcció de viatge de l'ona. Aquest mode transversal s'anomena TEM [l] (electromagnètic transversal). D'altra banda, hi ha una infinitat de modes que pot suportar qualsevol guia d'ona completament buida, però el mode TEM no és un d'ells. Els modes de guia d'ones es designen TE [m] (elèctric transversal) o TM [n] (magnètic transversal), seguit d'un parell de sufixos que identifiquen el mode precís.